# 6e régiment de cuirassiers « empereur Nicolas Ier de Russie » (régiment de cuirassiers brandebourgeois)
Pour les articles homonymes, voir 6e régiment.

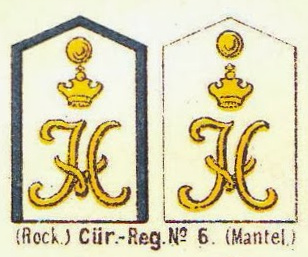
Épaulettes avec le cyrillique N, au-dessus de la couronne du tsar

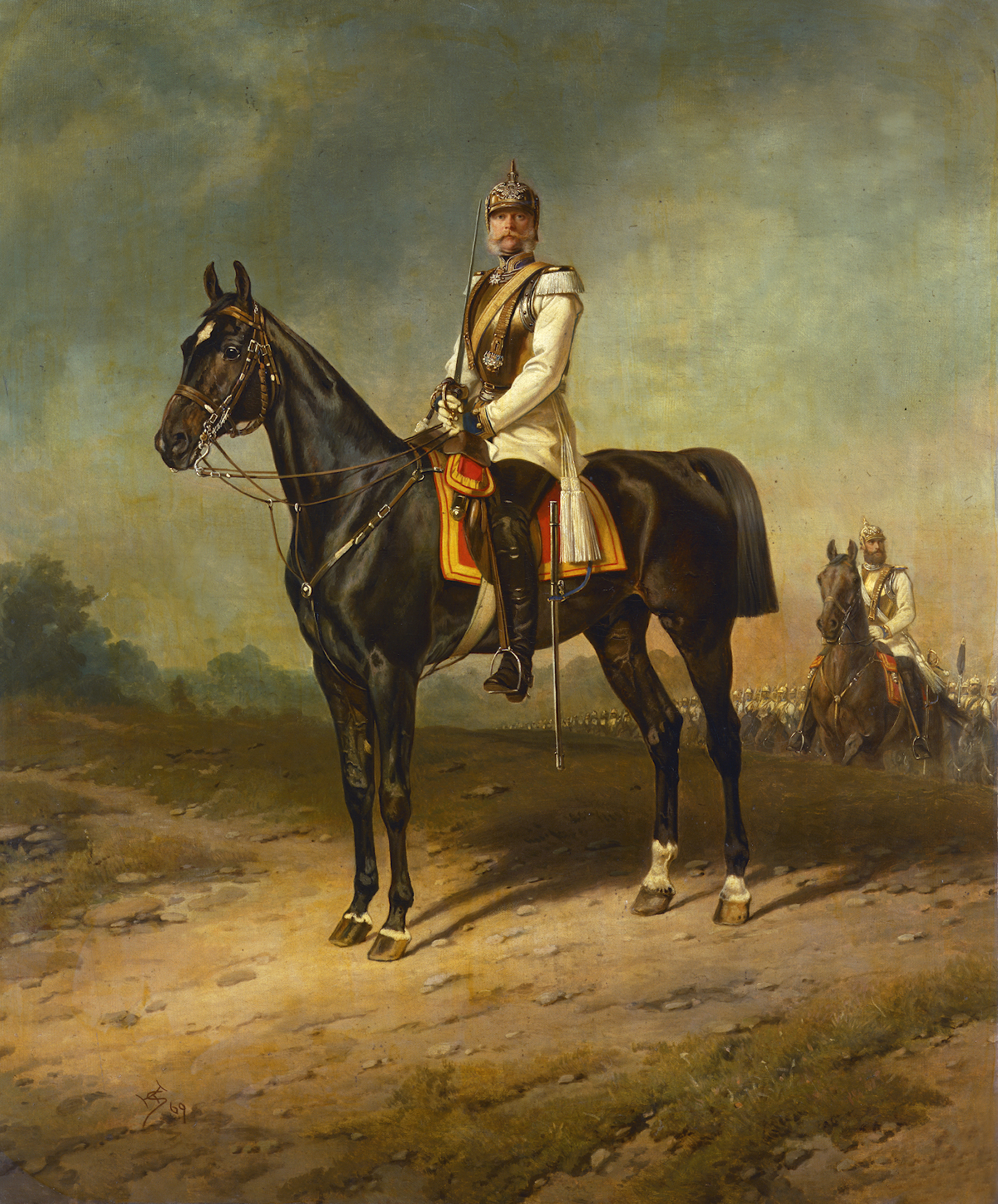
Le colonel Alfred von Rauch en tant que commandant du régiment de cuirassiers de Brandebourg; Peinture à l'huile de Theodor Schloepke (1869)

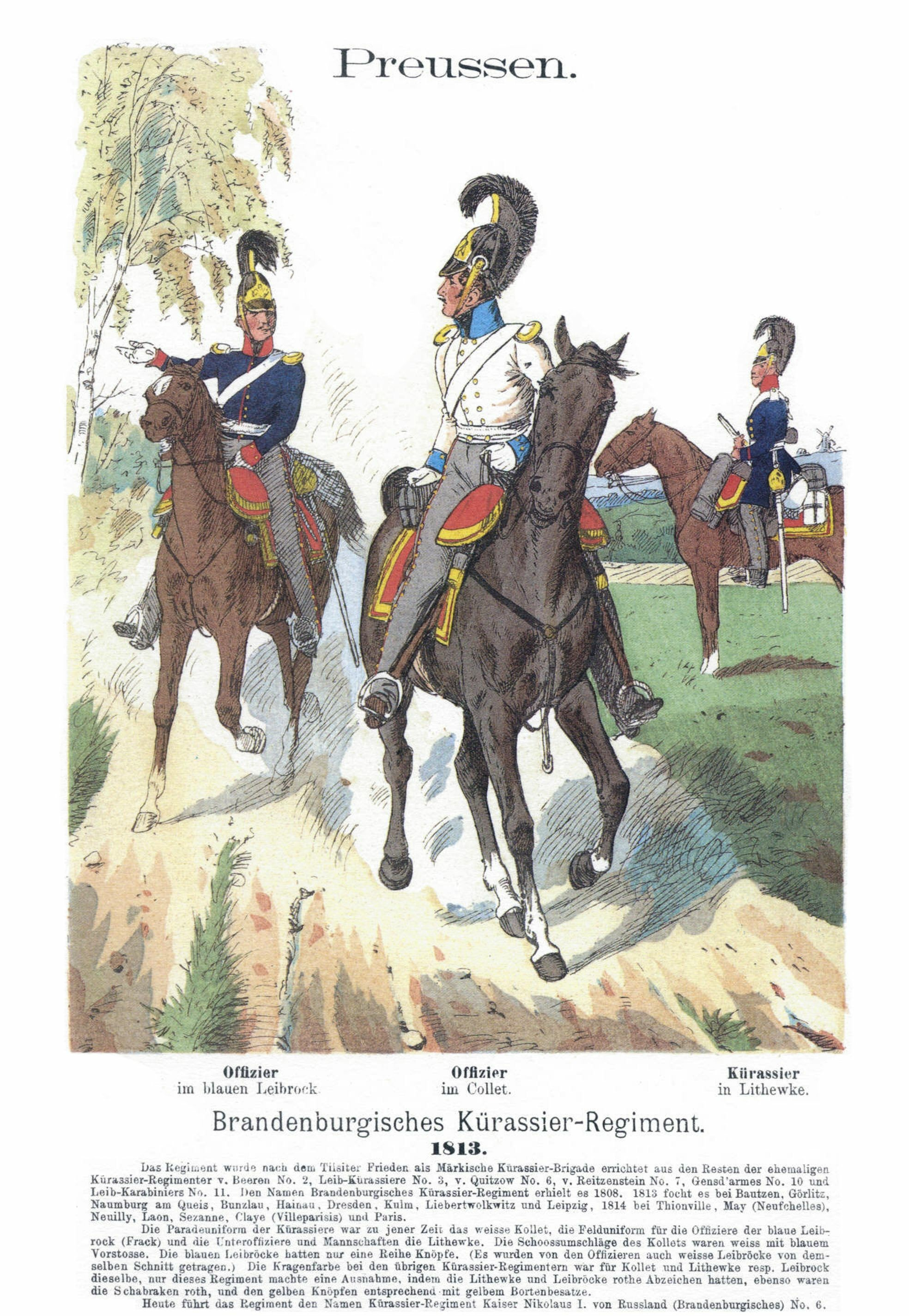
Officiers du régiment en 1813

Le 6e régiment de cuirassiers « empereur Nicolas Ier de Russie » (régiment de cuirassiers brandebourgeois) est une unité de cavalerie de l'armée prussienne.

## Histoire

### Formation
Après la défaite à la bataille d'Iéna, l'armée prussienne est presque détruite en 1806 et doit être complètement réformée. Le 16 octobre 1807 (jour de la fondation) une brigade dite de cuirassiers est constituée à Tilsit :
- pour le 1er escadron, les parties restantes du régiment des gens d'armes (de) "von Elsner (de)"
- pour le 2e escadron, les parties restantes des régiments des cuirassiers du Corps "von Schwerin (de)" et carabiniers du Corps "von Bismark (de)"
- pour le 3e escadron, les parties restantes du régiment de cuirassiers "von Beeren (de)"
- pour le 4e escadron les parties restantes du 6e régiment de cuirassiers (de) "von Quitzow (de)" et du 7e régiment de cuirassiers "von Reitzenstein (de)".

En 1808, l'unité nouvellement formée s'appelle Régiment de cuirassiers brandebourgeois et est stationnée à Labiau et Insterburg.
En 1809, le régiment s'installe dans la marche de Brandebourg et tient garnison à Spandau, Nauen, Oranienbourg, Wusterhausen et Rathenow. En 1850, le régiment s'installe dans sa dernière garnison à Brandebourg-sur-la-Havel.
Au fil du temps, le régiment change plusieurs fois de nom:
- le 5 novembre 1816, 3e régiment de cuirassiers (régiment de cuirassiers brandebourgeois)
- Le 27 mai 1819, 6e régiment de cuirassiers (régiment de cuirassiers brandebourgeois) « grand-prince Nicolas »
- le 18 janvier 1826, 6e régiment de cuirassiers (empereur de Russie)
- le 18 mars 1855, 6e régiment de cuirassiers (empereur Nicolas Ier de Russie)
- le 4 juillet 1860, régiment de cuirassiers de Brandebourg (empereur Nicolas Ier de Russie)
- le 27 janvier 1889, 6e régiment de cuirassiers « empereur Nicolas Ier de Russie » (régiment de cuirassiers brandebourgeois)

### Guerres napoléoniennes
Dans les guerres napoléoniennes, l'unité participe à la bataille de Lützen le 2 mai 1813 et combat ensuite dans le corps du maréchal Blücher en France. Le 13 octobre 1813, le régiment participe à la bataille de Liebertwolkwitz, avec le lieutenant Leopold baron von Gillern (de) (anciennement Gens d'armes) de ce régiment qui ouvre la bataille avec son peloton.

### Guerre des Duchés
Dans la guerre contre le Danemark en 1864, le régiment est mobilisé et utilisé dans les services de patrouille et de sécurité.

### Guerre austro-prussienne
Dans la guerre contre l'Autriche, le régiment envahit la Bohême en 1866 et prend part à la bataille de Sadowa.

### Guerre franco-prussienne
Dans la guerre contre la France en 1870/71, le régiment combat d'abord à Forbach-Spicheren et le 16 août 1870 à la bataille de Mars-la-Tour. La cavalerie allemande doit intervenir plusieurs fois au combat pour soulager l'infanterie. C'est là aussi la cavalerie qui mène la première attaque contre l'armée du Rhin, déclenchant ainsi la bataille. Dans cette bataille, le régiment de cuirassiers a également pris part à l'attaque finale au crépuscule, au cours de laquelle une colline au sud de Rezonville est finalement capturée. Le régiment participe ensuite à la bataille de Saint-Privat, qui aboutit à l'encerclement définitive de l'armée française à Metz .
En septembre et octobre, les cuirassiers participent au siège de Paris et, à partir de la fin de novembre 1870, effectuent un service de reconnaissance contre l'armée française de la Loire. La guerre les conduit via Orléans à la bataille décisive du Mans. En décembre 1870 et janvier 1871, c'est surtout la cavalerie qui a dû se battre dans de nombreux petits combats contre des unités françaises dispersées et des francs-tireurs. Dans ces batailles, les escadrons individuels du régiment doivent souvent opérer de manière indépendante et étaient donc laissés à eux-mêmes dans les engagements.
Après l'armistice, le régiment est affecté aux forces d'occupation et ne retourne pas dans sa garnison avant le 6 mars 1873.

### Première Guerre mondiale
Au début de la Première Guerre mondiale, le régiment participe à l'invasion de la Belgique neutre et combat près de Liège et de Namur. Cela est suivi par la participation à la bataille de la Marne et la retraite derrière l'Aisne. De l'automne 1914, le régiment est transféré sur le front de l'Est avec des opérations de cavalerie en Pologne russe et en Russie jusqu'à l'été 1915, après quoi il est divisé en 1er et 2e demi-régiments.
1er demi-régiment (1er et 2e escadrons) : Il est resté à l'est jusqu'à la fin de la guerre et est déployé en Serbie, en Lituanie, en Courlande et contre l'offensive Kerenski. En 1918, il se bat encore contre des unités bolcheviques.
2e demi-régiment (3e et 4e escadrons) : À l'été 1915, il est déplacé vers l'ouest. Après la remise des chevaux, les anciens cavaliers combattent dans la bataille de Verdun, ainsi que dans la 7e division de cavalerie-fusiliers pendant la guerre des tranchées et jusqu'en novembre 1918 dans les batailles défensives dans le nord de la France.

### Après-guerre
Après la fin de la guerre, les escadrons sont arrivés individuellement dans le Brandebourg jusqu'en décembre 1918, où le régiment est démobilisé et finalement dissous. En janvier 1919, deux escadrons de volontaires sont constitués à partir des restes du régiment pour prendre part aux combats contre les insurgés polonais dans le "Garde-frontière Est". Après leur retour en janvier 1920, ils sont regroupés en escadron et rejoignent le 103e régiment de cavalerie de la Reichswehr.
La tradition est reprise dans la Reichswehr par décret du 24 août 1921 du chef du commandement de l'armée général de l'infanterie Hans von Seeckt  par le 1er escadron du 3e régiment de cavalerie (prussien) à Rathenow.

## Commandants
| Grade                       | Nom                                      | Date                                                            |
| --------------------------- | ---------------------------------------- | --------------------------------------------------------------- |
| Major                       | Karl Ludwig von Kunow                    | 16 octobre 1807 au 13 avril 1809                                |
| Major/Oberstleutnant/Oberst | Friedrich Adolf Ludwig von Bismarck (de) | 29 avril 1809 au 4 décembre 1811                                |
| Major/Oberstleutnant/Oberst | Georg Leopold Gustav August von Hake     | 4 décembre 1811 au 18 mars 1815                                 |
| Oberstleutnant/Oberst       | Karl Georg von Loebell                   | 17 mai 1815 au 7 novembre 1816                                  |
| Oberstleutnant              | Wilhelm Ludwig von Zollikofer (de)       | 10 décembre 1816 au 3 septembre 1830                            |
| Oberstleutnant              | Joachim von Brandenstein (de)            | 4 septembre 1830 au 9 février 1832 (chargé de la direction)     |
| Oberstleutnant/Oberst       | Joachim Gottfried von Brandenstein       | 10 février 1832 au 7 mars 1836                                  |
| Major                       | Ludwig von Hanneken (de)                 | 30 mars 1836 au 13 janvier 1837 (chargé de la direction)        |
| Major/Oberstleutnant/Oberst | Ludwig von Hanneken                      | 14 janvier 1837 au 15 mai 1844                                  |
| Major                       | Wilhelm Ferdinand von Berg (de)          | 16 mai 1844 au 13 janvier 1845 (chargé de la direction)         |
| Major/Oberstleutnant/Oberst | Wilhelm Ferdinand von Berg               | 14 janvier 1845 au 10 mars 1852                                 |
| Oberst                      | Ferdinand von Schlippenbach (de)         | 11 mars 1852 au 12 juillet 1854                                 |
| Oberstleutnant              | Karl Georg von Hanneken                  | 13 juillet 1854 au 13 juin 1859                                 |
| Major/Oberstleutnant        | Guillaume de Mecklembourg                | 14 juin 1859 au 11 mai 1860 (chargé de la direction)            |
| Oberstleutnant/Oberst       | Guillaume de Mecklembourg                | 12 mai 1860 au 24 juin 1864                                     |
| Oberstleutnant/Oberst       | Alfred von Rauch                         | 25 juin 1864 au 17 juin 1869                                    |
| Major                       | Hermann Albert zu Lynar                  | 18 juin au 20 octobre 1869 (chargé de la direction)             |
| Major/Oberstleutnant        | Hermann Albert zu Lynar                  | 21 octobre 1869 au 23 juin 1871                                 |
| Oberstleutnant              | Eugen von Ostau                          | 26 août 1871 au 11 décembre 1872                                |
| Major/Oberstleutnant        | Friedrich von Möllendorff (de)           | 12 décembre 1872 au 1er septembre 1873 (chargé de la direction) |
| Oberstleutnant/Oberst       | Friedrich von Möllendorff                | 2 septembre 1873 au 14 novembre 1881                            |
| Oberstleutnant              | Emmo von Buddenbrock-Hettersdorf         | 15 novembre 1881 au 11 février 1884                             |
| Major                       | Friedrich von Maltzan (de)               | 12 février au 5 août 1884 (chargé de la direction)              |
| Major/Oberstleutnant/Oberst | Friedrich von Maltzan                    | 6 août 1884 au 1er avril 1889                                   |
| Oberstleutnant/Oberst       | Bernhard von Bredow (de)                 | 2 avril 1889 au 19 mai 1893                                     |
| Oberstleutnant/Oberst       | Egbert Hoyer von der Asseburg (de)       | 20 mai 1893 au 26 janvier 1897                                  |
| Oberstleutnant              | Paul von Toll                            | 27 janvier 1897 au 15 février 1901                              |
| Oberstleutnant              | Paul von Seeler                          | 16 février 1901 au 21 avril 1902                                |
| Oberstleutnant/Oberst       | Karl von Schwerin                        | 22 avril 1902 au 21 mai 1907                                    |
| Oberstleutnant/Oberst       | Ernst von Schimmelmann                   | 22 mai 1907 au 13 mars 1912                                     |
| Oberstleutnant/Oberst       | Alexander von Poten                      | 14 mars 1912 au 19 février 1917                                 |
| Major                       | Peter Yorck von Wartemburg               | 20 février 1917 au 2 août 1918                                  |
| Major                       | Hans von Einem                           | 3 août 1918 au 14 février 1919                                  |
| Major                       | Hans von Viereck                         | 15 février au 30 septembre 1919                                 |

## Uniforme

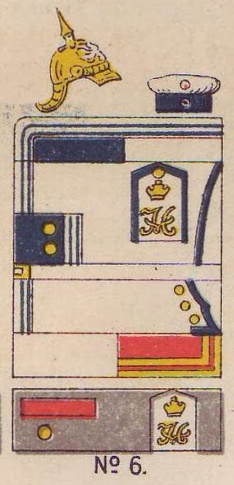
Jeu de couleurs de l'uniforme du 6e régiment de cuirassiers (1890)

Jusqu'en 1912, un rollerball blanc et un pantalon de botte blanc sont également portés sur le terrain. Les officiers portent des épaulettes au défilé, les sous-officiers et les hommes ne sont équipés que d'épaulettes ici aussi. Il y a un N cyrillique (pour Nikolai) sur les deux, avec la couronne stylisée du tsar au-dessus. Il y a aussi des bottes de cuirassier noires (appelées bottes de canon) et le casque de cuirassier en métal poli avec des décorations en laiton, ainsi qu'une cartouchière blanche avec une cartouche noire. La couleur de l'insigne du Koller est le bleu russe. Une cuirasse en métal blanc en deux parties est également mise en place lors des défilés. Pour le devoir normal, les cuirassiers portent une tunique bleu foncé. En tant qu'uniforme de la société, il est équipé d'épaulettes et de franges pour les officiers. Cela comprend une casquette blanche avec une bande de garniture bleue russe.
Les trames, les boutons et les volants sont de couleur or. Les sous-officiers et les hommes portent une lance en acier tubulaire avec un drapeau de lance noir et blanc dans leur uniforme de paix.
Déjà commandé par l'ordre du cabinet du 14 février 1907 et progressivement introduit à partir de 1909/10, l'uniforme coloré est remplacé pour la première fois par l'uniforme de service de campagne gris (M 1910) à l'occasion des manœuvre impériale de 1913. Il est tout à fait similaire à l'uniforme du temps de paix. Le cuir et les bottes sont de couleur marron naturel, le casque est recouvert d'un tissu couleur roseau. La bandoulière et la cartouche ne sont plus portées avec cet uniforme.

## Place du régiment en 1914
- 3e corps d'armée à Berlin - Général commandant : général d'infanterie Ewald von Lochow

6e division d'infanterie à Brandebourg - Commandant : Lieutenant général Sigismund von Förster
6e brigade de cavalerie à Brandebourg - Commandant: Général de division Egon von Schmettow
- Chef du régiment : l'empereur Nicolas II de Russie